# Antodice opena
Antodice opena är en skalbaggsart som beskrevs av Martins och Maria Helena M. Galileo 2004. Antodice opena ingår i släktet Antodice och familjen långhorningar. Inga underarter finns listade i Catalogue of Life.